# Câu cá chép

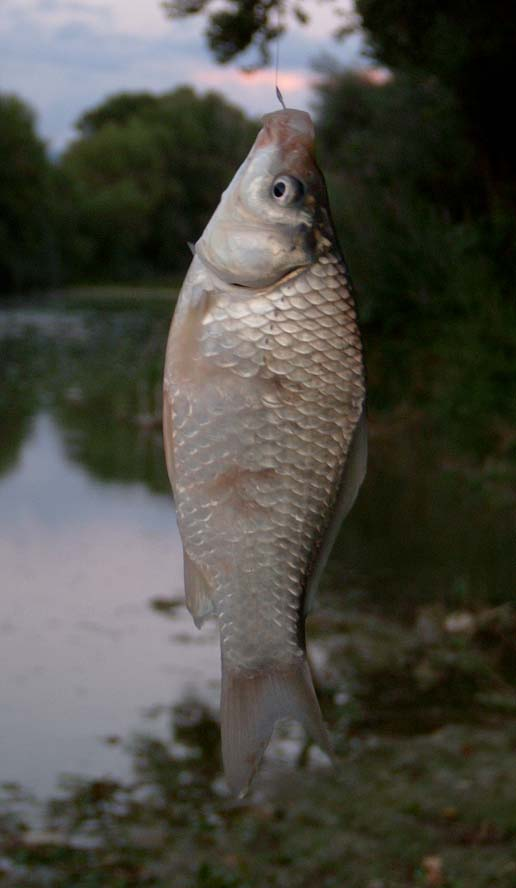
Câu cá chép

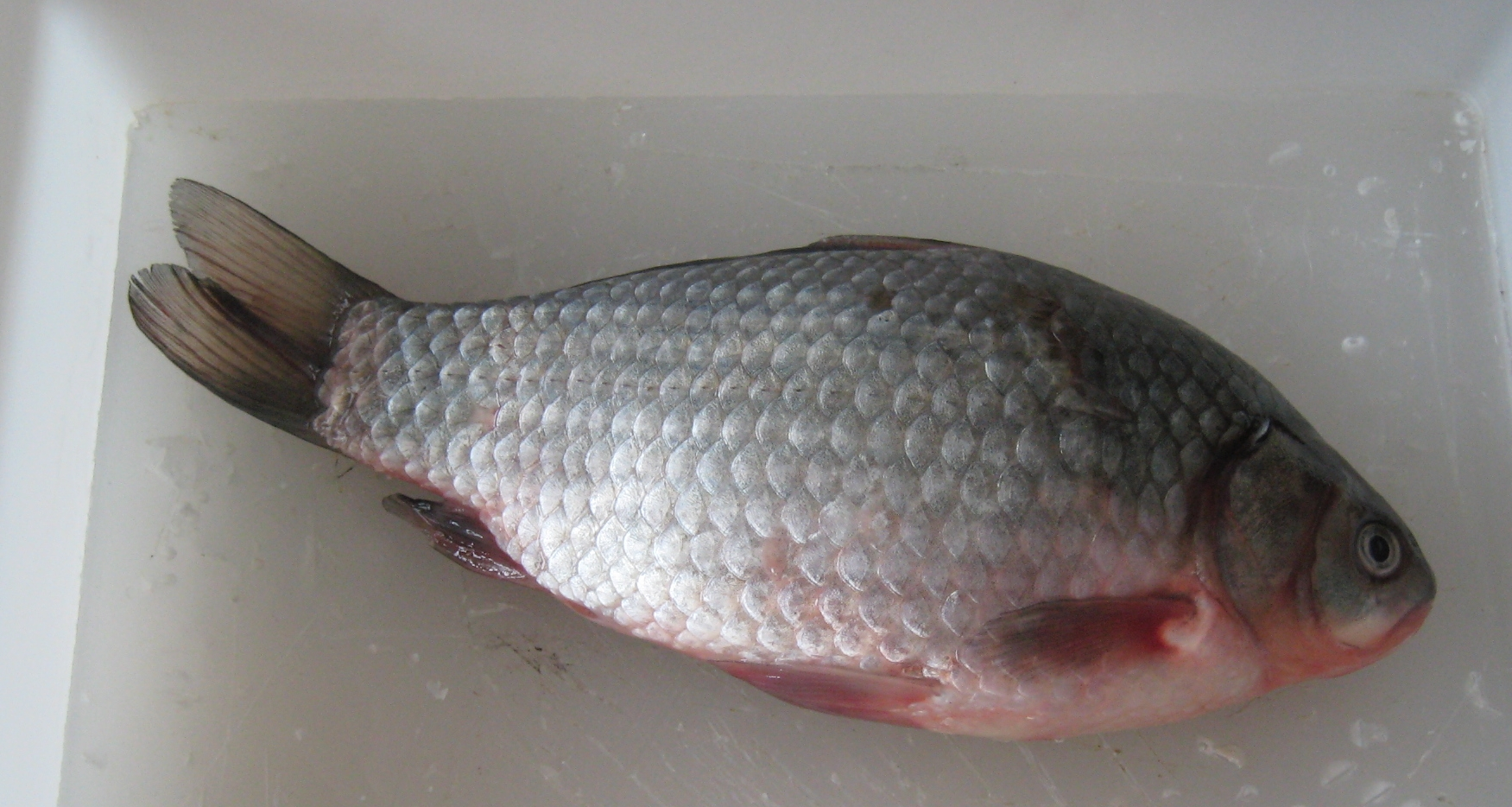
Cá giếc

Câu cá chép là việc thực hành câu các loại cá chép. Cá chép bắt nguồn từ các vùng Đông Âu và Đông Á, được người La Mã đưa vào sông Đa-nuýp từ thế kỷ XV rồi lan sang Anh và Bắc Mỹ. Chúng có thể sống lâu tới 50 năm và nặng tới 45–50 kg. Ở châu Á cá chép được tôn là "nữ hoàng của cá" (queen of rivers). Ở phương Đông có sự tích cá chép vượt thác hoá rồng. Ở một số nước như Úc hay Tân Tây Lan, câu cá chép để diệt và kiểm soát số lượng vì chúng sinh sôi nhiều gây mất cân bằng sinh thái thực vật ở sông hồ nước ngọt và làm chậm phát triển các cây mọc trong nước. Ở Việt Nam, câu được cá chép lớn là một sở thích của người đi câu.

## Cá chép

### Đặc tính cá
Cá chép khá tinh vì cả năm cơ quan thính giác, thị giác, khứu giác, xúc giác và vị giác đều phát triển cho chúng có khả năng cảm nhận tốt. Cá chép có ba cơ quan nghe là tai trong, hai đường thụ cảm bên sườn thính nhạy và một cơ cấu gọi là weber, gồm một số xương nhỏ và dây chằng nối các vây bơi với tai trong để khuếch đại các dao động nhận được rồi truyền lên não. Nhờ vậy chúng phát hiện nguy hiểm nhanh và nhậy hơn nhiều so với các loài cá khác.
Cá chép còn có sự giao tiếp khá tốt với đồng loại, chúng thông tin cho nhau nơi có thức ăn, mối nguy hiểm và khi mắc lưỡi hay bị thương chúng sẽ tiết ra một loại mùi báo hiệu cho các con chép khác chạy trốn. Do đó ít có khi câu được cá chép liên tục như các loại cá khác chẳng hạn như cá vược, nếu lưỡi câu làm cá bị thương chảy máu thì thời gian chờ có khi phải đến 10-15 phút.

### Địa điểm câu

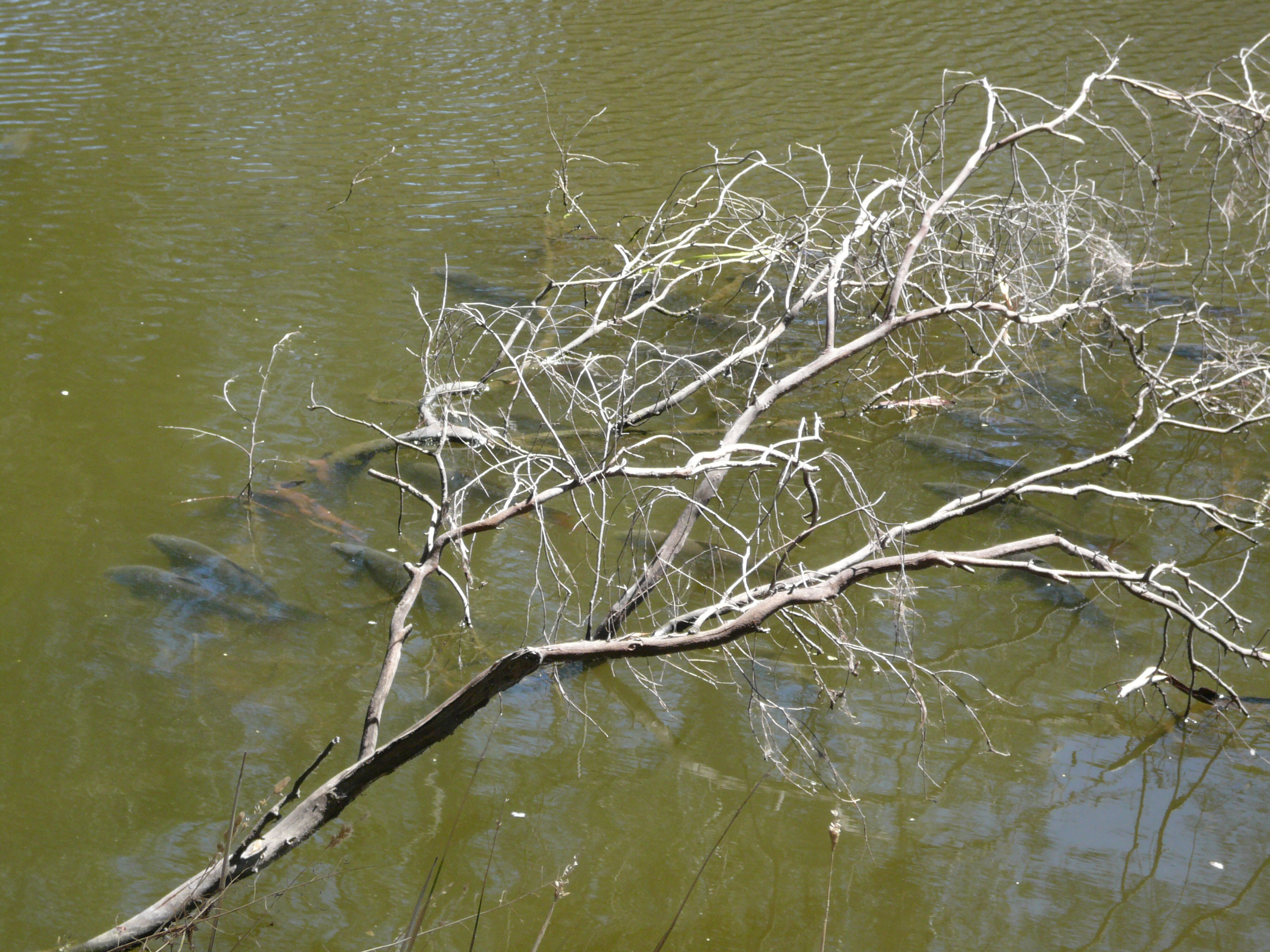

Câu chép trong các hồ, ao, sông, đầm, hiện nay người ta chọn những hồ thật rộng, thật ít người câu. Nhiều hồ, ao, sông, lạch đều có Chép. Cá chép thích vùng nước nông, độ sâu khoảng 1-2m, đáy bằng phẳng, đất mềm, có bùn và rong rêu, dễ ẩn núp, câu chúng khó hơn câu cá diếc.
Những con cá chép to, sống sót sau vài vụ vét lưới, trở thành tinh ranh hơn và thường sống ở những nơi sâu hơn. Cá chép thích nơi nước mát, chảy nhẹ và buổi trưa, khi nắng chói chang trên đỉnh đầu nó thường núp dưới bóng râm của các tán cây ngả mình trên dòng nước, dưới tán sen súng, đáy bè.
Chép rất thích ve vẩy vây, tựa mình vào các cọc tre, thân cây, rễ cây chìm trong ao hồ. Vì vậy, đây là những nơi lý tưởng để đặt mồi câu Chép. Chép ăn mồi mạnh nhất vào lúc tảng sáng bình minh đang lên và chiều muộn khi nắng bắt đầu tắt. Đêm câu Chép cũng rất hiệu quả. Lúc đó mọi nơi đều tĩnh lặng, Chép ít cảm thấy nguy hiểm. 

### Mồi câu
Cá chép thích ăn các loại ngũ cốc như ngô, bột mì, khoai lang, khoai tây, bột bắp, cơm và cả các động vật nhỏ như giun, ấu trùng sâu bọ, rất thích ăn loại giun gọi là "giun đỏ", màu đỏ sậm, chỉ to bằng sợi bún lớn, dài chừng 5–8 cm, thường sống dưới những viên gạch vỡ nơi rửa bát cạnh cầu ao hoặc đất ẩm góc chuồng lợn. Dân câu thường bắt loại giun này về nuôi tại nhà bằng đất mùn trộn lẫn một ít phân trâu khô và bã chè, hàng ngày tưới một chút nước gạo đặc cho ẩm. Ở Việt Nam, cồi câu cá chép hiệu quả là hỗn hợp một phần khoai lang nướng thơm cháy, bỏ vỏ chỉ lấy ruột mịn vàng óng với một phần ruột bánh mỳ, hoặc bột mì và một chút pho-mai nhào thật nhuyễn.

### Kỹ thuật

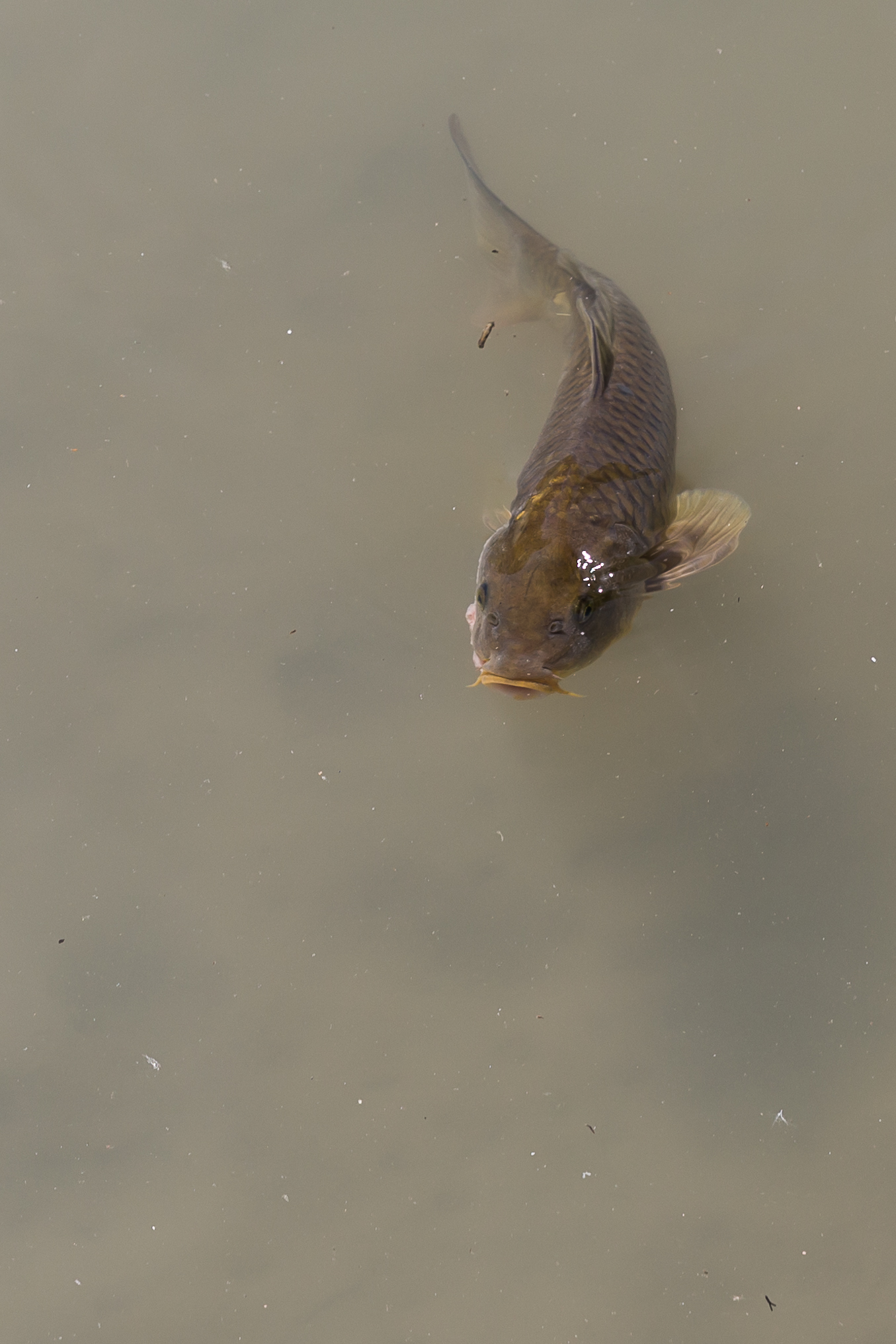
Một con cá chép

Cá chép không có răng, chạm mồi rất nhẹ, bập, táp nhẹ vài lần thử mồi rồi mới đớp mồi. Ngay khi chạm mồi nếu bất chợt nhận ra nguy hiểm, nó sẽ bỏ mồi để trốn và những con khác đang quanh quẩn xung quanh cũng có hành vi tương tự.
Cá chép thích sục bùn kiếm mồi. Chính vì vậy, câu Lục hiệu quả hơn câu bằng lưỡi móc mồi. Trời lâm thâm mưa, hoặc đang nắng chợt đổ mưa vẫn câu được cá chép. Nhưng nếu có sấm sét thì không nên câu vì chỉ cần một ánh chớp nhoằng lên và tiếng sấm ầm vang thì những con Chép dạn dĩ nhất cũng chúi xuống các hốc bùn, rễ cây.
Mưa tạnh xong khoảng 5-10 phút, nước mát, oxy nhiều, cá chép lại đi ăn, có khi còn mạnh hơn trước. Đi câu cá chép nên giấu mình, lặng lẽ. Đừng để cá chép phát hiện mình. Đừng nói to hay gọi nhau ầm ĩ. Tiếng động hay bóng in trên mặt nước sẽ làm cá chép cảnh giác, thủ thế và ngừng ăn. Nên thả mồi thật nhẹ nhàng, tránh gây động nước.
Cá chép thường ăn chìm sát đáy hoặc cách đáy 15–20 cm. Nếu thả mồi sát đáy Chép sẽ đớp đớp nhẹ vào mồi cho mồi nổi lên một chút rồi mới đớp gọn. Nếu câu thẻo, hoặc lưỡi một buộc thẳng vào dây câu, nên có chì neo, nhỏ thôi, để ghìm mồi nổi cách đáy 20–30 cm là hiệu quả nhất.
Đừng vội giật khi phao chúi chúi nhẹ mà nên chờ phao chúi hẳn hẵng giật. Thường thì phải sau vài lần táp nhẹ Chép mới đớp gọn, rồi chạy, khi này phao sẽ chìm hẳn hoặc nổi bồng bềnh hoàn toàn trên mặt nước. Cá Chép tinh nên để câu Chép hiệu quả nên chọn dây câu mảnh và Lục nhỏ.
Nhìn tăm (tim) tức là bong bóng nước sủi lên để biết có cá chép đến, nó chỉ nhỏ cỡ hạt đậu xanh, xen lẫn những bọt to hơn một chút, không nhiều từng đám như cơm sôi mà chỉ lăn tăn khoảng năm, mười chiếc, dịch chuyển theo từng vệt dài nửa mét rồi dừng lại, rồi lại nổi lên quanh quẩn, quanh vùng có thính. Đôi khi, tăm lịm đi, tưởng như cá đã đi mất nhưng rồi lại nổi lên nhiều hơn, tập trung hơn. Nó đang dũi thính. Đáy hồ nhiều bùn rác, nước nông thì tăm nhiều hơn, có khi nổi lục bục, kèm theo một số vụn bùn rác. Đáy phẳng và nhiều cát thì tăm thưa hơn nhiều. 

## Cá diếc
Câu cá diếc là thú vui của dân đi câu vì câu được cá diếc cần tốn nhiều công sức. Cá diếc hầu như luôn có mặt trong vùng sông nước của Việt Nam. Để câu cá diếc nên chọn những nơi có ao bèo, những khoảng trống yên tĩnh để tìm nơi câu. Tốt nhất là đến những nơi có trú mát mẻ cá diếc rất thường tìm đến ẩn náu, cần phải đảm bảo được sự yên tĩnh ở khu vực đi câu. Nếu ồn ào cá sẽ bị động và không cắn câu. 

### Mồi câu

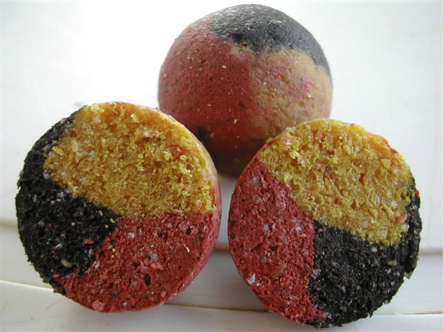
Mồi câu Boilie

Cá diếc có thói quen ăn mồi gần giống cá chép. Trộn thính làm mồi câu có thể dùng những nguyên liệu như cám xay rang vàng trộn với đất tại chỗ câu trộn tất cả lại với nhau, thêm một ít mè làm tăng mùi thơm, trộn cho đến khi hỗn hợp sánh đều và có mùi thơm rang là được. Cá diếc dễ bị hấp dẫn bởi các mùi thơm của con mồi và chúng có thể táp bất cứ lúc nào. Mồi câu cho cá diếc thường được sử dụng chính là trùng đỏ (hay còn gọi là giun đỏ). 

### Kỹ thuật
Cá diếc ăn mồi rất nhẹ và dễ phát hiện. Khi thấy phao đang đứng tự nhiên nằm lật nghiêng thì chính xác là cá diếc đang cắn mồi. Cá diếc khi ăn mồi lượn đi lượn lại vài vòng rồi mới chịu ăn mồi. Khi cá cắn câu, nên để yên trong chốc lát để cá say mồi. Giật cá diếc cần phải giật nhẹ nhàng, vừa phải. Không nên giật mạnh đột ngột, cá dễ bị rơi khỏi lưỡi câu vì môi cá diếc rất mỏng.
Câu cá diếc người ta hay dùng loại lưỡi nhỏ như câu cá rô đồng. Câu cá diếc thường theo hình thức câu đáy nên chì dùng chỉ lá cuốn cách lưỡi câu khoảng 1,5m và phải có đủ sức kéo chìm phao. Không nên xả mồi ngay giữa đám rong rêu. Lý do rất đơn giản là trắm cỏ vẫn quen tính cắn bứt cành lá hay chồi non bên ngoài đám cây cỏ mọc um tùm để ăn, tất nhiên chúng sẽ không quan tâm đến những viên boilie nằm khuất bên trong.

## Cá trắm
Ngoài cá chép là biệt danh cá tinh nhậy nhất thì cá trắm cỏ cũng được các cần thủ liệt vào danh sách những loài cá nhát mồi và khó câu. 

### Kỹ thuật
Chọn thời điểm câu là sáng sớm hoặc chiều mát là thời điểm cá trắm cỏ ăn mồi mạnh nhất. Mặc dù câu trắm cũng có những nét tương đồng so với câu chép, nhưng cá trắm cỏ có thói quên cắn rỉa và ăn các đọt cây cỏ, chồi non mọc trong nước để sinh tồn, trong khi chép hầu như chỉ chuyên lùng sục đáy nước để gạn lọc tìm các tạp vật có thể ăn được. Do bởi cá tính đó, trắm cỏ sẵn sàng lùa vào miệng những loại mồi câu, được treo lơ lửng ở độ sâu tuỳ thuộc vào chiều cao của các bụi cây cỏ thủy sinh. Các đọt cây cỏ, rêu, chồi non mọc trong nước là thức ăn sinh tồn của trắm. 

### Mồi câu
Mồi nhử và mồi câu thì ngô hạt là thức ăn được trắm ưa thích. Mồi nhử nhậy nhất là lá sắn tươi, vò chúng hơi giập đi để mùi lá khuếch tán nhanh rồi thả xuống điểm câu, nhiều người thông dụng chọn câu mồi là boilie, ngâm boilie mồi câu vào trong hỗn hợp dung dịch gồm tinh dầu Asa foetida (tinh dầu từ cây cỏ thủy sinh) hoặc hỗn hợp các hương liệu vài ngày trước khi dùng.